# Dictyneis
Dictyneis là một chi bọ cánh cứng trong họ Chrysomelidae.
Chi này được Baly miêu tả khoa học năm 1865.

## Các loài
Các loài trong chi này gồm:
- Dictyneis brevispinus Jerez R, 1991
- Dictyneis campanensis Jerez R, 1991
- Dictyneis parvus Jerez R, 1991